# Гимеш (Бакау)
Гимеш (рум. Ghimeș) насеље је у Румунији у округу Бакау у општини Гимеш-Фађет. Oпштина се налази на надморској висини од 710 m.

## Становништво
Према подацима из 2002. године у насељу је живело 1231 становника.

### Попис2002.
| Расподела становништва по националности 2002.‍ | Расподела становништва по националности 2002.‍ | Расподела становништва по националности 2002.‍ | Расподела становништва по националности 2002.‍ | Расподела становништва по националности 2002.‍ |
| --------------------------------------------- | --------------------------------------------- | --------------------------------------------- | --------------------------------------------- | --------------------------------------------- |
|                                               |                                               |                                               |                                               |                                               |
| Румуни                                        | Румуни                                        |                                               | 144                                           | 11,7%                                         |
| Мађари                                        | Мађари                                        |                                               | 1.069                                         | 86,8%                                         |
| Роми                                          | Роми                                          |                                               | 7                                             | 0,6%                                          |
| Чанго                                         | Чанго                                         |                                               | 11                                            | 0,9%                                          |